# وودرو لورانس
وودرو لورانس (بالإنجليزية: Woodrow Lawrence)‏ هو سباح دومينيكاوي، ولد في 1966.

## وصلات خارجية
- وودرو لورانس على موقع أوليمبيديا (الإنجليزية)